# Lista de prêmios e indicações recebidos por Judith Light
Esta é a lista completa de prêmios e indicações da atriz norte-americana Judith Light.

## Prêmios
| ano  | prêmio                           | Categoria                                                          | Trabalhos             | Resultado |
| ---- | -------------------------------- | ------------------------------------------------------------------ | --------------------- | --------- |
| 1979 | Soapy Awards                     | Melhor atriz principal                                             | One Life to Live      | Venceu    |
| 1980 | Emmy Awards                      | Melhor atriz principal em uma série dramática                      | One Life to Live      | Venceu    |
| 1980 | Soapy Awards                     | Melhor atriz principal                                             | One Life to Live      | Venceu    |
| 1981 | Emmy Awards                      | Melhor atriz principal em uma série dramática                      | One Life to Live      | Venceu    |
| 1998 | GLAAD Media Awards               | Prêmio honorário                                                   | Prêmio honorário      | Venceu    |
| 2007 | TV Land Awards                   | Atriz favorita                                                     | Who's the Boss?       | Indicado  |
| 2007 | Prism Awards                     | Excelente atriz convidada em uma série de comédia                  | Ugly Betty            | Venceu    |
| 2007 | Emmy Awards                      | Excelente atriz convidada em uma série de comédia                  | Ugly Betty            | Indicado  |
| 2008 | TV Land Awards                   | mulher do ano                                                      | Who's the Boss?       | Indicado  |
| 2008 | Screen Actors Guild Awards       | Excelente atriz convidada em uma série de comédia                  | Ugly Betty            | Indicado  |
| 2011 | Drama Desk Awards                | Melhor atriz em peça teatral                                       | Lombardi              | Indicado  |
| 2011 | Tony Awards                      | Melhor atriz em peça teatral                                       | Lombardi              | Indicado  |
| 2012 | Drama Desk Awards                | Melhor atriz em peça teatral                                       | Other Desert Cities   | Venceu    |
| 2012 | Tony Awards                      | Melhor atriz em peça teatral                                       | Other Desert Cities   | Venceu    |
| 2013 | Drama Desk Awards                | Melhor atriz em peça teatral                                       | The Assembled Parties | Venceu    |
| 2013 | Tony Awards                      | Melhor atriz em peça teatral                                       | The Assembled Parties | Venceu    |
| 2015 | Critics' Choice Television Award | Melhor atriz de apoio em uma série de comédia                      | Transparent           | Indicado  |
| 2016 | Golden Globe Awards              | Melhor Atriz Coadjuvante - Série, Minissérie ou Filme de Televisão | Transparent           | Indicado  |
| 2016 | Screen Actors Guild Award        | Desempenho excepcional por um conjunto em uma série de comédia     | Transparent           | Indicado  |
| 2016 | Critics' Choice Television Award | Melhor atriz de apoio em uma série de comédia                      | Transparent           | Indicado  |
| 2016 | Primetime Emmy Award             | Melhor atriz de apoio em uma série de comédia                      | Transparent           | Indicado  |
| 2016 | Drama League Award               | Melhor atriz em peça teatral                                       | Thérèse Raquin        | Indicado  |
| 2016 | Outer Critics Circle Award       | Melhor atriz em peça teatral                                       | Thérèse Raquin        | Venceu    |